# 양쉐얼
양쉐얼(중국어 간체자: 杨雪儿, 병음: Wáng Xûe’ér, 한자음: 양설아, 1994년 7월 29일 ~ )은 중국의 배우이다.